# Gaius Sentius Saturninus (Konsul 4)
Gaius Sentius Saturninus war ein römischer Politiker der augusteischen Zeit und Sohn des gleichnamigen Konsuls 19 v. Chr.
Saturninus begleitete seinen Vater im Jahr 7 v. Chr. nach Syrien und wurde im Jahr 4 zum ordentlichen Konsul gewählt.